# Patty Schnyder
Patty Schnyder (Basileia, 14 de dezembro de 1978) é uma ex-tenista profissional suíça, que já teve como melhores rankings o 7º lugar em simples e o 15º em duplas. Profissionalizada em 1994 e aposentada em 2011, sua carreira teve um breve retorno em 2015, para encerrá-la de novo em 2018, aos 39 anos.
Durante a carreira, chegou a seis quartas de final e uma semifinal de torneios do Grand Slam. Conquistou onze títulos de simples, incluindo Zurique, classificado como Tier I, e cinco títulos de duplas, ambos do circuito WTA. Arrecadou por volta de US$ 8,6 milhões em premiação.
Seu último jogo foi no WTA de Luxemburgo, em outubro de 2018, quando perdeu para Varvara Lepchenko na 1ª fase do qualificatório de simples.

## Vida pessoal
Em dezembro de 2013, Schnyder casou-se com seu técnico alemão Rainer Hofmann. No início de 2014, três anos após sua primeira aposentadoria, a suíça anunciou o divórcio. Em novembro do mesmo ano, ela deu à luz uma menina, Kim Ayla, mantendo a identidade o pai inicialmente oculta. Posteriormente, revelou o nome de Jan Heino, o parceiro recente, como o pai da criança.

## Histórico em torneiosGrand Slam
| Tonrneio        | 1994 | 1995 | 1996 | 1997 | 1998 | 1999 | 2000 | 2001 | 2002 | 2003 | 2004 | 2005 | 2006 | 2007 | 2008 | 2009 | 2010 | 2011 | 2015 | 2016 | 2017 | 2018 | Partic. | V–L   |
| --------------- | ---- | ---- | ---- | ---- | ---- | ---- | ---- | ---- | ---- | ---- | ---- | ---- | ---- | ---- | ---- | ---- | ---- | ---- | ---- | ---- | ---- | ---- | ------- | ----- |
| Australian Open | A    | A    | Q1   | 4R   | 4R   | 2R   | 4R   | 1R   | 1R   | 4R   | SF   | QF   | QF   | 4R   | 2R   | 2R   | A    | 1R   | A    | A    | A    | Q1   | 0 / 14  | 31–14 |
| Roland Garros   | A    | A    | 1R   | 3R   | QF   | 3R   | 1R   | 2R   | 4R   | 4R   | 2R   | 4R   | 4R   | 4R   | QF   | 1R   | 1R   | 1R   | A    | A    | A    | A    | 0 / 16  | 29–16 |
| Wimbledon       | A    | A    | 1R   | 1R   | 2R   | 1R   | 2R   | 3R   | 2R   | 1R   | 2R   | 1R   | 2R   | 4R   | 1R   | 1R   | 1R   | A    | A    | A    | A    | Q1   | 0 / 15  | 10–15 |
| US Open         | A    | A    | A    | 3R   | QF   | 3R   | 2R   | 2R   | 3R   | 2R   | 4R   | 4R   | 4R   | 3R   | QF   | 2R   | 3R   | A    | A    | A    | Q2   | 1R   | 0 / 15  | 31–15 |